# Tomaž Cerkovnik
Tomaž Cerkovnik (Lubiana, 29 giugno 1960 – Lesina, 26 luglio 2004) è stato uno sciatore alpino e allenatore di sci alpino sloveno che gareggiò per la nazionale jugoslava.

## Biografia
Cerkovnik, specialista delle prove tecniche, in Coppa del Mondo esordì l'11 dicembre 1979 a Madonna di Campiglio in slalom speciale (27º) e ottenne il primo piazzamento il 4 gennaio 1981 a Ebnat-Kappel in combinata (15º); l'anno dopo ai Mondiali di Schladming 1982, sua prima presenza iridata, si classificò 14º nello slalom speciale e 12º nella combinata. Il 20 dicembre 1983 ottenne a Madonna di Campiglio in slalom speciale il miglior risultato in Coppa del Mondo (12º) e ai successivi XIV Giochi olimpici invernali di Sarajevo 1984, sua unica presenza olimpica, si piazzò 11º nello slalom speciale; in Coppa del Mondo ottenne gli ultimi punti il 10 dicembre 1984 a Sestriere nella medesima specialità (13º) e l'ultimo piazzamento il 16 dicembre seguente a Madonna di Campiglio sempre in slalom speciale (19º); ai successivi Mondiali di Bormio 1985, sua ultima presenza iridata, non completò lo slalom speciale. La sua ultima gara in carriera fu lo slalom speciale di Coppa del Mondo disputato il 16 febbraio 1985 a Kranjska Gora, non completato da Cerkovnik.
Dopo il ritiro partecipò al circuito professionistico nordamericano (Pro Tour) e in seguito divenne allenatore nei quadri della Federazione sciistica della Slovenia, ricoprendo l'incarico di responsabile della squadra maschile della nazionale slovena dal 1992 al 1995. Dalla stagione 1995-1996 alla stagione 2001-2002 fu commentatore sportivo per lo sci alpino alla RTV Slovenija; morì nel 2004 a causa di un ictus sull'isola di Lesina.

## Palmarès

### Coppa del Mondo
- Miglior piazzamento in classifica generale: 74º nel 1984

### Campionati jugoslavi
- 1 oro (combinata nel 1979)[6]